# Cycas seemannii
Espèce
Statut de conservation UICN

 VU : Vulnérable
Cycas seemannii est une espèce végétale de la famille des Cycadaceae.

## Description

### Aspect général
L'espèce se présente comme un petit arbre monocaule, rarement ramifié. Il mesure entre 4 et 10 mètres de haut et son tronc, plutôt fin, mesure entre 10 et 20 centimètres de diamètre en son point le plus étroit. Le tronc est robuste et couvert de cicatrices qui correspondent à l'insertion des feuilles.

### Feuilles
Les feuilles, longues de 1,50 à 3 mètres, sont composées de pinnules de 20-30 cm x 1 cm.

### Fleurs
L'espèce, dioïque, présente chez les individus mâles des cônes à pollen longs de 50 à 80 cm de longueur et avec une base large de 15 à 20 cm. Chez les femelles, les parties fertiles sont composées de feuilles réduites qui portent 4 à 8 ovules,.

### Fruits
Les fruits sont des cônes à graines formés de spatules de 20 à 35 cm. Ils renferment des graines d'environ 5 centimètres de diamètre, orangées et fibreuses, ce qui leur permet de flotter.

## Répartition
L'espèce est présente aux Fidji, au Vanuatu, en Nouvelle-Calédonie et aux îles Tonga.

## Écologie
Les bernard-l'ermite terrestres (Coenobita spinosus) se servent des graines comme coquilles.

## Usages et symbolique
En Nouvelle-Calédonie, dans la tradition kanak, cette espèce sert de dépôt aux paquets de plantes médicinales quand elle est plantée près de la case. C'est une plante sacrée, comme dans de nombreuses autres cultures du Pacifique.

### Alimentation
L'espèce est toxique, mais avec une préparation spéciale, la moelle du tronc et les graines sont parfois consommées en temps de disette.

### Artisanat
Les graines, évidées et accrochées aux chevilles, forment un instrument de musique traditionnel qui rythme le pilou.

### Pharmacopée
Une pâte est extraite du bout des palmes pour soigner les piqûres de raies et de rascasses.